# كأس الاتحاد الأوروبي 2003–04
كأس الاتحاد الأوروبي 2003–04 (بالإنجليزية: 2003–04 UEFA Cup)‏ هو الموسم الثالث والثلاثون من الدوري الأوروبي. أقيم خلال الفترة 12 أغسطس 2003 وحتى 19 مايو 2004، وبمشاركة  145 فريقاً.
حقق فالنسيا الإسباني لقب البطولة للمرة الأولى في تاريخه بعد فوزه في النهائي على أولمبيك مارسيليا الفرنسي بنتيجة 2-0.